# Grand Ole Opry
Grand Ole Opry (рус. «Грэнд Оул Опера»; с англ. — «Старушка гранд-опера»;) — одна из старейших американских радиопередач в формате концерта в прямом эфире с участием звёзд кантри, существующая с 1925 года.
Двухчасовая трансляция ведется из Нэшвилла: обычно выступления проходят в основном здании — Grand Ole Opry House, а несколько раз в год шоу возвращается в свой прежний зал — Ryman Auditorium.
Является также одним из наиболее почитаемых артистами и поклонниками объединений в кантри-индустрии. Статус члена Grand Ole Opry — среди высших и самых престижных достижений для кантри-исполнителей.

## История
История шоу Grand Ole Opry началась в 1925 году в Нэшвилле, штат Теннесси, в студии National Life & Accident Insurance Company. Первый эфир радиопрограммы, первоначально называвшейся WSM Barn Dance, состоялся 18 октября 1925 года с участием доктора Хамфри Бэйта и его коллектива.
Следующий эфир шоу состоялся 2 ноября 1925 года; ведущим стал диктор Джордж Хэй. Он изменил формат программы, сделав звездой своей передачи известного скрипача «Дядюшку» Джимми Томпсона. Первый выпуск радиопередачи в обновлённом формате состоялся 28 ноября 1925 года, его можно считать днём рождения Grand Ole Opry.
В эфире WSM Barn Dance стали появляться известные сегодня кантри-группы и исполнители: Билл Монро, Анкл Дейв Мейкон, ДеФорд Бейли, Фиддлин Артур Смит и многие другие.

### Происхождение названия
Название «WSM Barn Dance» устраивало руководство радиостанции. Всё изменилось 10 декабря 1927 года. В тот день, в предшествующей по времени выхода в эфир программе в стиле Большая опера Music Appreciation Hour, её ведущий Уолтер Дэмрош язвительно отозвался о культурной составляющей WSM Barn Dance — «реализме» транслируемой сельской музыки. В ответ на это Джордж Хэй переименовал своё шоу в Grand Ole Opry.
В этом эпитете скрыта игра слов — умышленно упрощённое словосочетание «Grand Opera» (жанр, в котором вещало шоу Дэмроша), плюс «Ole» — простонародная форма слова «old» и заодно намёк на «old-timey» — термин, обозначающий традиционную американскую музыку. Результат в вольном переводе может означать примерно следующее: «классическая музыка простого народа». Это вполне применимо даже к кантри сегодняшнему, не говоря о гораздо менее изысканном кантри 1920-х годов. Публика оценила остроумие Джорджа Хэя, и название легко прижилось.

### Рост популярности шоу

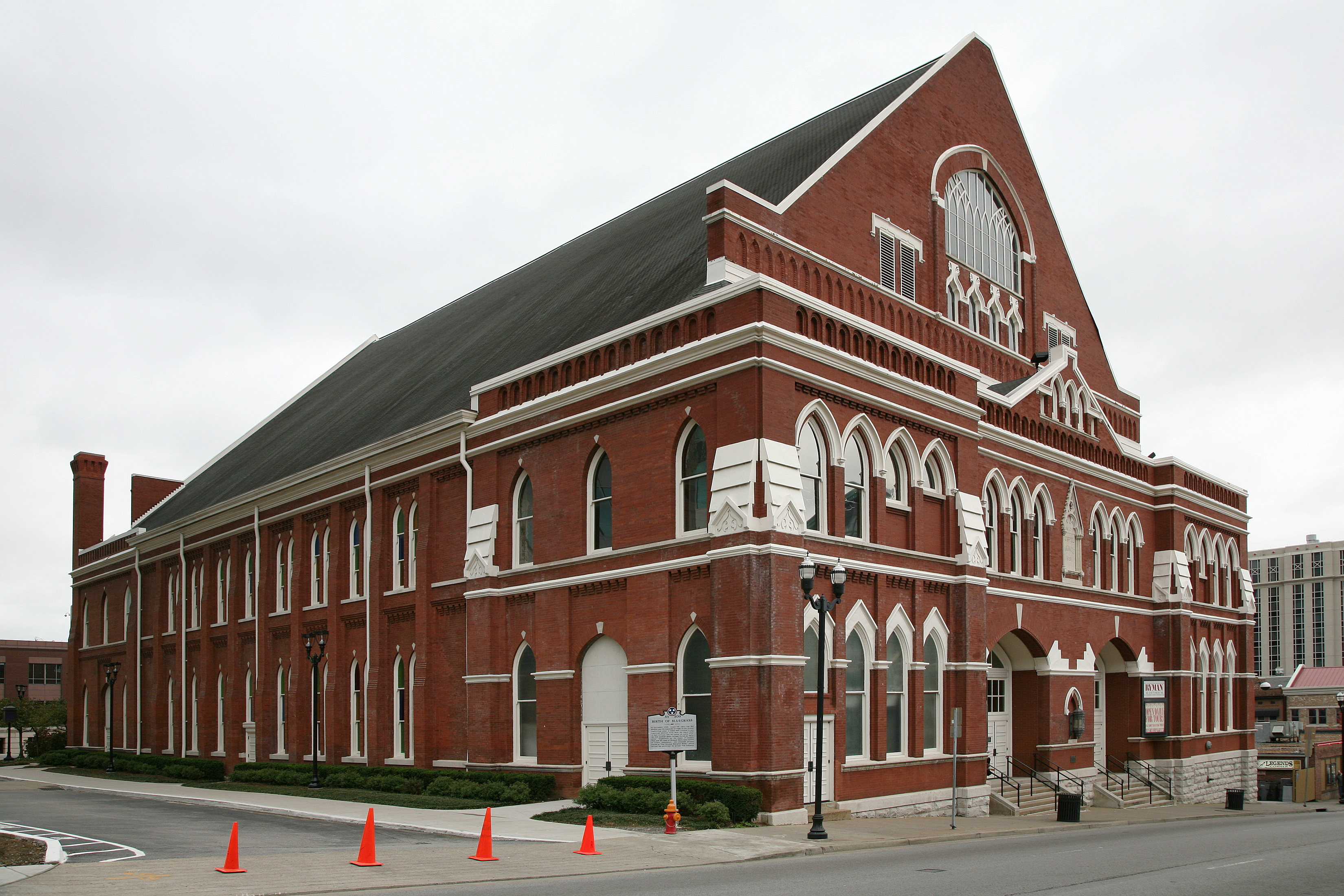
Зал Ryman Auditorium, известный также как «Материнская церковь кантри».

К середине 1930-х шоу стало привлекать столько желающих, что прежняя студия National Life & Accident Insurance Company оказалась недостаточно вместительной. Уже к октябрю 1934 года из-за недостатка места поток зрителей значительно снизился. Чтобы сохранить аудиторию, радиопередача несколько раз вынужденно переезжала в последующие несколько лет. Домом Grand Ole Opry последовательно становились: пригородный театр Hillsboro Theatre, павильоны Dixie Tabernacle и War Memorial Auditorium.
Растёт также охват радиослушателей в США. К 1939 году шоу Grand Ole Opry уже охватывает всю территорию США, выходя в эфир как часовое шоу крупной вещательной корпорации NBC Red Network. В 1943 году радиопередача в последний раз переезжает. Новым домом становится Ryman Auditorium, и шоу переживает период расцвета. На нём выступают лучшие кантри-исполнители тех лет — Рой Экафф, Хэнк Уильямс, Уэбб Пирс, Лефти Фризелл и многие другие. К середине 1950-х выступление на Grand Ole Opry считалось кратчайшим путём к признанию публикой. 2 октября 1954 года на шоу впервые выступил тогда ещё малоизвестный Элвис Пресли. Публика приняла его достаточно тепло, чего, впрочем, нельзя сказать о руководстве передачи. Больше на сцене Ryman Auditorium Пресли не выступал. Несмотря на консерватизм руководства, Grand Ole Opry активно осваивало медиапространство. В 1955 году началось телевещание передачи на телеканале ABC-TV.
В 1974 году рост популярности в очередной раз привёл к переезду — здание Ryman Auditorium не вмещало всех желающих. Управляющей компанией было принято решение о переносе шоу в новый Grand Ole Opry House, при котором был парк развлечений Opryland USA Theme Park и гостиница Opryland Hotel. Парк просуществовал до 1997 года, когда его заменил молл Opry Mills. Частичное возвращение в Ryman Auditorium произошло в 1994 году. В здании проходили зимние выступления (кроме Рождественской серии), а летом шоу проходило в основном здании. Сегодня передача несколько раз в год возвращается в Ryman Auditorium в рамках программ Opry Country Classic и Opry at the Ryman.

## Членство

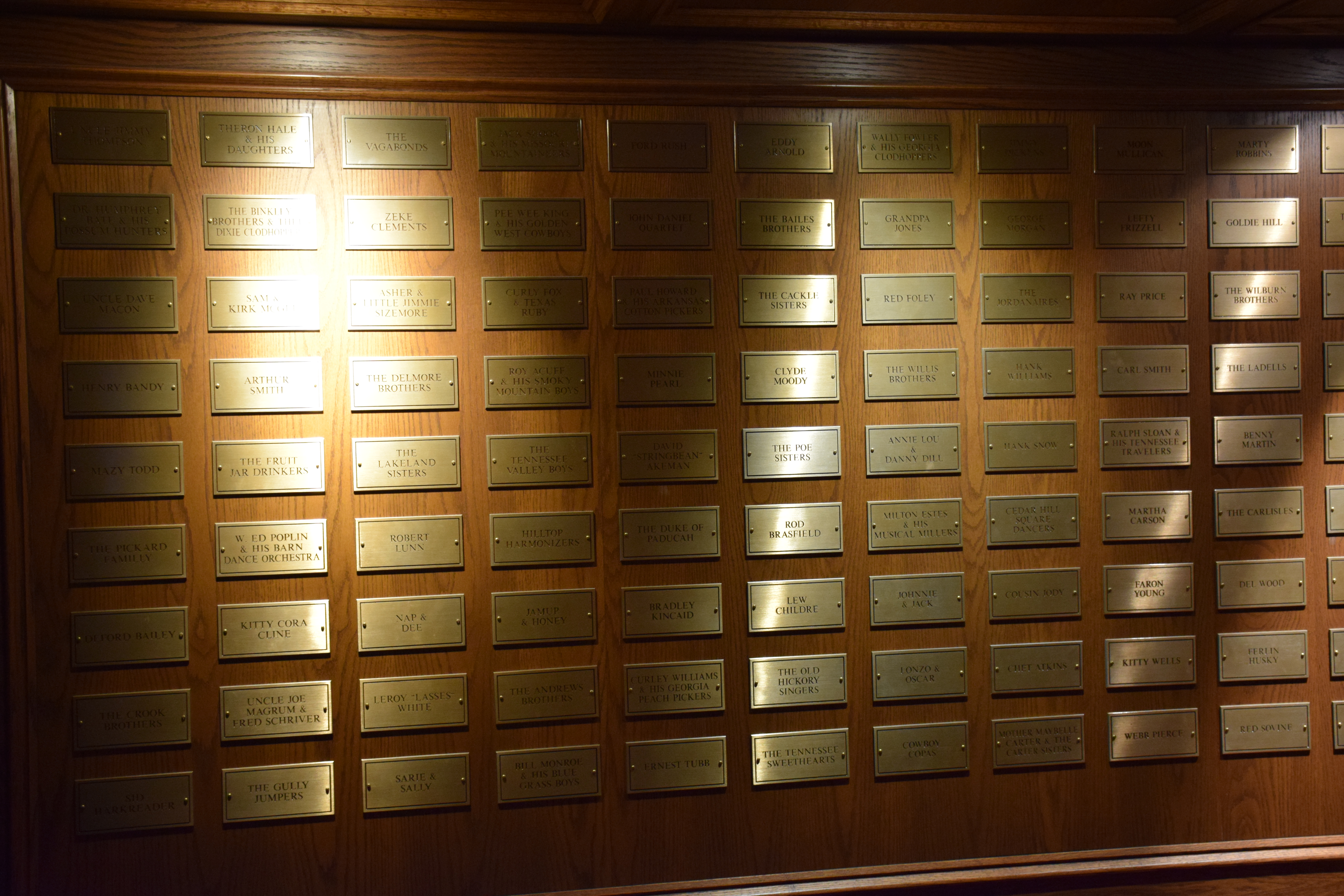
Таблички с именами бывших членов Grand Ole Opry.

Выступающие в передаче артисты делятся на две категории: гости и члены. Получение статуса члена Grand Ole Opry — одно из высших и самых престижных достижений для кантри-исполнителя. По состоянию на июнь 2019 года шоу насчитывало 515 гостей (последняя доступная статистика). Количество членов на январь 2024 года составляло 72.
Решение о включении в члены принимается руководством Grand Ole Opry и объявляется гостю лично одним из действующих членов во время концерта. При отборе кандидатов учитываются ротации на радио, продажи альбомов, гастрольный успех, признание в индустрии, карьерные достижения и потенциал, приверженность поклонникам, связь с историей музыки, преданность ремеслу. Частота появления гостя в шоу является важным, но не ключевым фактором.
При отсутствии нарушений правил членство обычно прекращается со смертью артиста или распадом группы. Однако бывают исключения, например, дуэт Osborne Brothers остается членом, хотя с 2005 года выступает лишь один из братьев. Таблички с именами бывших и действующих членов размещены хронологически в галерее на входе в Grand Ole Opry House (всего их более 200). Блейк Шелтон в 2010 году положил начало особой традиции — новопосвященные музыканты сами прикрепляют на стену табличку со своим именем.
В Grand Ole Opry установлено минимальное количество шоу, которые ежегодно должен отыграть действующий член. Так, с 1963 года это значение составляло 26 выступлений, с 1964 года — 20, с 2000 года — 12, а позднее было снижено до 10. Прежде нарушителей данного правила лишали членства (в 1964 году исключены сразу 19 артистов, в том числе Китти Уэллс, Джордж Морган, Билли Граммер, Джонни Райт). Однако последние годы Grand Ole Opry гораздо терпимее относится к таким музыкантам и многие члены появляются на шоу редко. Это обстоятельство является предметом недовольства как ряда поклонников, так и членов, которые добросовестно исполняют свои обязательства.
Есть и другие прецеденты исключения членов и гостей из Grand Ole Opry при жизни — обычно за неподобающее поведение. Самый известный пример — Хэнк Уильямс, пропускавший выступления и появлявшийся на них в нетрезвом виде. Джонни Кэша отстранили за то, что он намеренно разбил микрофонной стойкой светильники на сцене (восстановлен через несколько лет). Скитер Дэвис исключали на год за критику в прямом эфире действий полиции Нэшвилла. Гость Нико Кейс отлучена пожизненно за обнажение во время шоу. Помимо этого, группа The Four Guys исключена, поскольку из неё ушли все оригинальные участники.

### Действующие члены
Ниже приведён список членов Grand Ole Opry по состоянию на январь 2024 года (в алфавитном порядке по фамилии артиста/названию группы). В скобках указана дата принятия.
Сольные исполнители
- Кэрри Андервуд (2008)
- Билл Андерсон (1961)
- Келси Баллерини (2019)
- Мэнди Барнетт (2021)
- Диркс Бентли (2005)
- Клинт Блэк (1991)
- Гарт Брукс (1990)
- Бобби Бэйр (2018)
- Ронда Винсент (2021)
- Кристал Гейл (2017)
- Винс Гилл (1991)
- Алан Джексон (1991)
- Крис Дженсон (2018)
- Гэрри Мьюл Дир (2023)
- Джейми Джонсон (2022)
- Триша Йервуд (1999)
- Терри Кларк (2004)
- Люк Комбс (2019)
- Джон Конли (1981)
- Элисон Краусс (1993)
- Патти Лавлесс (1988)
- Дастин Линч (2018)
- Мартина Макбрайд (1995)
- Эшли Макбрайд (2022)
- Риба Макинтайр (1986)
- Дел МакКури (2003)
- Чарли Маккой (2022)
- Барбара Мандрелл (1972)
- Ронни Милсап (1976)
- Эдди Монтгомери (2009)
- Крэйг Морган (2008)
- Лорри Морган (1984)
- Джон Парди (2023)
- Долли Партон (1969)
- Брэд Пейсли (2001)
- Карли Пирс (2021)
- Джинни Пруэтт (1973)
- Дариус Ракер (2012)
- Джинни Сили (1967)
- Рики Скэггс (1982)
- Конни Смит (1965)
- Майк Снайдер (1990)
- Марти Стюарт (1992)
- Джош Тёрнер (2007)
- Пэм Тиллис (2000)
- Трэвис Тритт (1992)
- Рэнди Трэвис (1986)
- Марк Уиллс (2019)
- Стив Уоринер (1996)
- Джин Уотсон (2020)
- Кит Урбан (2012)
- Стю Филлипс (1967)
- Эммилу Харрис (1992)
- Генри Чо (2023)
- Рики Ван Шелтон (1988)
- Блейк Шелтон (2010)
- Дон Шлиц (2022)
- Трейси Эдкинс (2003)
- Сара Эванс (2023)
- Лорен Элейна (2022)
- Крис Янг (2017)

Коллективы
- Dailey & Vincent (2017)
- Diamond Rio (1998)
- Lady A (2021)
- Little Big Town (2014)
- Old Crow Medicine Show (2013)
- Rascal Flatts (2011)
- Riders in the Sky (1982)
- The Gatlin Brothers (1976)
- The Isaacs (2021)
- The Oak Ridge Boys (2011)
- The Whites (1984)